# Patch-Tag
Patch-Tag — веб-сервис для хостинга проектов и их совместной разработки, основанный на системе контроля версий Darcs. По назначению и предлагаемым функциям аналогичен GitHub для Git и Bitbucket для Mercurial. Разработан с использованием сервера приложений Happstack Томасом Хартманом.
Сервис абсолютно бесплатен для проектов с открытым исходным кодом. В данный момент он остаётся бесплатен и для частных проектов, но в апреле 2009 должны быть объявлены тарифные планы для таких проектов.
Девиз Patch-Tag — «Hosting for Darcs», «Хостинг для Darcs» — отражает стремление предоставить разработчикам, использующим Darcs, те же возможности, которые есть у пользователей более популярных систем управления версиями.

## Возможности
Patch-Tag предоставляет минимально необходимый набор услуг, типичных для такого рода сайта.
Имеется возможность хранить на сервере открытые и закрытые репозитории, выборочно предоставляя доступ к ним на запись. Доступ к репозиториям осуществляется по протоколу SSH, в том числе для открытых репозиториев. Есть простой навигатор по дереву каталогов каждого репозитория, возможность просматривать прямо на сайте историю изменений. Основным интерфейсом управления репозиториями является программа Darcs.

## Окончание работы
Сервис прекратил функционировать 4 августа 2014 года